# Campionati panpacifici di nuoto 2018
I XIII Campionati panpacifici di nuoto si sono svolti a Tokyo, in Giappone, dal 9 al 14 agosto 2018.

## Medagliere
| Posizione | Paese       | Oro | Argento | Bronzo | Totale |
| --------- | ----------- | --- | ------- | ------ | ------ |
| 1         | Stati Uniti | 20  | 14      | 11     | 45     |
| 2         | Australia   | 8   | 13      | 8      | 29     |
| 3         | Giappone    | 6   | 7       | 10     | 23     |
| 4         | Canada      | 2   | 3       | 4      | 9      |
| 5         | Brasile     | 1   | 1       | 3      | 5      |
| Totale    | Totale      | 37  | 38      | 36     | 111    |

## Criteri di qualificazione
Diversamente dai Campionati mondiali e dai Giochi Olimpici, ogni paese può far partecipare tutte le persone che vuole nei turni preliminari di ogni gara (in molte competizioni internazionali sono permessi solo due nuotatori per nazione). Solo due nuotatori per nazione possono poi qualificarsi per le semifinali e le finali.
Nelle staffette, ogni paese può far partecipare una squadra in ogni gara. Si può entrare anche nella finale "B" che si svolge in un precedente turno. Le finali "B" non vengono conteggiate e non sono oggetto di medaglie.

## Paesi partecipanti
- Argentina
- Australia
- Bahamas
- Brasile

- Canada
- Cina
- Isole Cook
- Colombia

- Ecuador
- Guatemala
- Giappone
- Nuova Zelanda

- Isole Marianne Settentrionali
- Oman
- Palau

- Perù
- Filippine
- Thailandia
- Stati Uniti

## Risultati

### Uomini
| Evento               | Oro                                                                            | Perform.  | Argento                                                                | Perform.  | Bronzo                                                                      | Perform.  |
| Stile libero         |                                                                                |           |                                                                        |           |                                                                             |           |
| 50 m                 | Michael Andrew                                                                 | 21"46     | Caeleb Dressel                                                         | 21"93     | Yuri Kisil                                                                  | 22"02     |
| 100 m                | Kyle Chalmers                                                                  | 48"00     | Jack Cartwright Caeleb Dressel                                         | 48"22     | n.a.                                                                        | -         |
| 200 m                | Townley Haas                                                                   | 1'45"56   | Andrew Seliskar                                                        | 1'45"74   | Katsuhiro Matsumoto                                                         | 1'45"92   |
| 400 m                | Jack McLoughlin                                                                | 3'44"20   | Mack Horton                                                            | 3'44"31   | Zane Grothe                                                                 | 3'45"37   |
| 800 m                | Zane Grothe                                                                    | 7'43"74   | Jordan Wilimovsky                                                      | 7'45"19   | Jack McLoughlin                                                             | 7'47"31   |
| 1500 m               | Jordan Wilimovsky                                                              | 14'46"93  | Zane Grothe                                                            | 14'48"40  | Jack McLoughlin                                                             | 14'55"92  |
| Dorso                |                                                                                |           |                                                                        |           |                                                                             |           |
| 100 m                | Ryan Murphy                                                                    | 51"94     | Ryōsuke Irie                                                           | 52"78     | Mitch Larkin                                                                | 52"88     |
| 200 m                | Ryan Murphy                                                                    | 1'53"57   | Ryōsuke Irie                                                           | 1'55"12   | Austin Katz                                                                 | 1'56"00   |
| Rana                 |                                                                                |           |                                                                        |           |                                                                             |           |
| 100 m                | Yasuhiro Koseki                                                                | 59"08     | Jake Packard                                                           | 59"20     | João Gomes Júnior                                                           | 59"60     |
| 200 m                | Ippei Watanabe                                                                 | 2'07"75   | Zac Stubblety-Cook                                                     | 2'07"89   | Matthew Wilson                                                              | 2'08"22   |
| Delfino              |                                                                                |           |                                                                        |           |                                                                             |           |
| 100 m                | Caeleb Dressel                                                                 | 50"75     | Jack Conger                                                            | 51"32     | Vinicius Lanza                                                              | 51"44     |
| 200 m                | Daiya Seto                                                                     | 1'54"34   | Leonardo de Deus                                                       | 1'54"89   | Zach Harting                                                                | 1'55"05   |
| Misti                |                                                                                |           |                                                                        |           |                                                                             |           |
| 200 m                | Chase Kalisz                                                                   | 1'55"40   | Mitch Larkin                                                           | 1'56"21   | Kōsuke Hagino                                                               | 1'56"66   |
| 400 m                | Chase Kalisz                                                                   | 4'07"95   | Kōsuke Hagino                                                          | 4'11"13   | Daiya Seto                                                                  | 4'12"60   |
| Staffette            |                                                                                |           |                                                                        |           |                                                                             |           |
| 4x100 m stile libero | Brasile Gabriel Santos Marcelo Chierighini Marco Ferreira Júnior Pedro Spajari | 3'12"02   | Australia Jack Cartwright Alexander Graham James Roberts Kyle Chalmers | 3'12"53   | Giappone Katsumi Nakamura Shinri Shioura Katsuhiro Matsumoto Juran Mizohata | 3'12"54   |
| 4x200 m stile libero | Stati Uniti Andrew Seliskar Blake Pieroni Zachary Apple Townley Haas           | 7'04"36   | Australia Clyde Lewis Kyle Chalmers Alexander Graham Jack Cartwright   | 7'04"70   | Giappone Naito Ehara Reo Sakata Yūki Kobori Katsuhiro Matsumoto             | 7'08"07   |
| 4x100 m misti        | Stati Uniti Ryan Murphy Andrew Wilson Caeleb Dressel Nathan Adrian             | 3'30"20   | Giappone Ryōsuke Irie Yasuhiro Koseki Yūki Kobori Katsumi Nakamura     | 3'30"25   | Australia Mitch Larkin Jake Packard Grant Irvine Kyle Chalmers              | 3'30"52   |
| Fondo                |                                                                                |           |                                                                        |           |                                                                             |           |
| 10 km                | Jordan Wilimovsky                                                              | 1h58'50"5 | Eric Hedlin                                                            | 1h58'56"7 | Nick Sloman                                                                 | 1h59'20"8 |

### Donne
| Evento               | Oro                                                                    | Perform.  | Argento                                                               | Perform.  | Bronzo                                                             | Perform.  |
| Stile libero         |                                                                        |           |                                                                       |           |                                                                    |           |
| 50 m                 | Cate Campbell                                                          | 23"81     | Simone Manuel                                                         | 24"12     | Emma McKeon                                                        | 24"34     |
| 100 m                | Cate Campbell                                                          | 52"03     | Simone Manuel                                                         | 52"66     | Taylor Ruck                                                        | 52"72     |
| 200 m                | Taylor Ruck                                                            | 1'54"44   | Rikako Ikee                                                           | 1'54"85   | Katie Ledecky                                                      | 1'55"15   |
| 400 m                | Katie Ledecky                                                          | 3'58"50   | Ariarne Titmus                                                        | 3'59"66   | Leah Smith                                                         | 4'04"23   |
| 800 m                | Katie Ledecky                                                          | 8'09"13   | Ariarne Titmus                                                        | 8'17"07   | Leah Smith                                                         | 8"17'21   |
| 1500 m               | Katie Ledecky                                                          | 15'38"97  | Kiah Melverton                                                        | 16'00"08  | Leah Smith                                                         | 16"00'82  |
| Dorso                |                                                                        |           |                                                                       |           |                                                                    |           |
| 100 m                | Kylie Masse                                                            | 58"61     | Emily Seebohm                                                         | 58"72     | Kathleen Baker                                                     | 58"83     |
| 200 m                | Kathleen Baker                                                         | 2'06"14   | Taylor Ruck                                                           | 2'06"41   | Regan Smith                                                        | 2'06"46   |
| Rana                 |                                                                        |           |                                                                       |           |                                                                    |           |
| 100 m                | Lilly King                                                             | 1'05"44   | Jessica Hansen                                                        | 1'06"20   | Reona Aoki                                                         | 1'06"34   |
| 200 m                | Micah Sumrall                                                          | 2'21"88   | Lilly King                                                            | 2'22"12   | Satomi Suzuki                                                      | 2'22"22   |
| Delfino              |                                                                        |           |                                                                       |           |                                                                    |           |
| 100 m                | Rikako Ikee                                                            | 56"08     | Kelsi Dahlia                                                          | 56"44     | Emma McKeon                                                        | 56"54     |
| 200 m                | Hali Flickinger                                                        | 2'07"35   | Sachi Mochida                                                         | 2'07"66   | Katie Drabot                                                       | 2'08"40   |
| Misti                |                                                                        |           |                                                                       |           |                                                                    |           |
| 200 m                | Yui Ōhashi                                                             | 2'08"16   | Sydney Pickrem                                                        | 2'09"07   | Miho Teramura                                                      | 2'09"86   |
| 400 m                | Yui Ōhashi                                                             | 4'33"77   | Melanie Margalis                                                      | 4'35"60   | Sakiko Shimizu                                                     | 4'36"27   |
| Staffette            |                                                                        |           |                                                                       |           |                                                                    |           |
| 4x100 m stile libero | Australia Emily Seebohm Shayna Jack Emma McKeon Cate Campbell          | 3'31"58   | Stati Uniti Mallory Comerford Margo Geer Kelsi Dahlia Simone Manuel   | 3'33"45   | Canada Taylor Ruck Kayla Sanchez Rebecca Smith Alexia Zevnik       | 3'34"07   |
| 4x200 m stile libero | Australia Ariarne Titmus Emma McKeon Mikkayla Sheridan Madeline Groves | 7'44"12   | Stati Uniti Allison Schmitt Leah Smith Katie McLaughlin Katie Ledecky | 7'44"37   | Canada Kayla Sanchez Taylor Ruck Rebecca Smith Mackenzie Padington | 7'47"28   |
| 4x100 m misti        | Australia Emily Seebohm Jessica Hansen Emma McKeon Cate Campbell       | 3'52"74   | Stati Uniti Kathleen Baker Lilly King Kelsi Dahlia Simone Manuel      | 3'53"21   | Giappone Natsumi Sakai Reona Aoki Rikako Ikee Tomomi Aoki          | 3'55"03   |
| Fondo                |                                                                        |           |                                                                       |           |                                                                    |           |
| 10 km                | Haley Anderson                                                         | 2h08'24"8 | Kareena Lee                                                           | 2h08'26"0 | Ana Marcela Cunha                                                  | 2h08'27"0 |

### Mista
| Evento        | Oro                                                           | Perform. | Argento                                                       | Perform. | Bronzo                                                                 | Perform. |
| Staffette     |                                                               |          |                                                               |          |                                                                        |          |
| 4x100 m misti | Australia Mitch Larkin Jake Packard Emma McKeon Cate Campbell | 3'38"91  | Giappone Ryōsuke Irie Yasuhiro Koseki Rikako Ikee Tomomi Aoki | 3'40"98  | Stati Uniti Kathleen Baker Michael Andrew Caeleb Dressel Simone Manuel | 3'41"74  |